# Тами (Грузия)
Тами (груз. ტამი) — село в Грузии, на территории Горийского муниципалитета края (мхаре) Шида-Картли.

## География
Село находится в центральной части Грузии, в долине реки Тамисцкали (приток Тедзами), на расстоянии приблизительно 21 километра (по прямой) к юго-западу от города Гори, административного центра муниципалитета. Абсолютная высота — 1613 метров над уровнем моря.

## Население
По результатам официальной переписи населения 2014 года, в Тами проживало 2 человека (1 мужчина и 1 женщина). В национальной структуре населения грузины составляли 100 %.
| Год  | Население, человек |
| ---- | ------------------ |
| 2002 | 0                  |
| 2014 | ↗ 2                |